# 吴祖光
吴祖光（1917年4月21日—2003年4月9日），男，祖籍江苏武进，为宜兴北渠吴氏后裔，生于北京，中国学者、戏剧家、书法家。曾在英屬香港电影界任编导，是香港文艺界和电影界的先导者。曾任中国作家协会副主席，全国政协委员。

## 生平
1936年于中法大学文科肄业。1937年，任南京国立戏剧专科学校校长室秘书，同年创作抗日话剧《凤凰城》，后任国文及中国戏剧史等课的教师。1937年─1945年，吴祖光任南京国立戏剧专科学校讲师，重庆中央青年剧社、中华剧艺社编导，1946年元旦到上海，任《新民晚报》副刊编辑，《清明》杂志主编。1947年吴祖光去香港，任香港大中华影片公司编导，香港永华影业公司导演。1949年后任中央电影局、北京电影制片厂导演，牡丹江文工团编导，1957年曾被错划为右派，下放北大荒（黑龙江垦区853农场）劳动。1960年回京，任中国戏曲学校、中国戏曲研究院、北京京剧院编剧，文化部艺术局专业创作员，中国文联委员、中国戏剧家协会常务理事、副主席，友谊出版公司名誉董事长。
1955年，在周恩来邀请下，將梅蘭芳的表演藝術拍成黑白電影《洛神》和彩色電影《梅蘭芳舞台藝術》，包含梅蘭芳藝術生活紀錄片和《白蛇傳·斷橋》、《宇宙鋒》、《霸王別姬》、《貴妃醉酒》4部戲，《斷橋》是崑曲，其他是京劇。
1956年，將程硯秋的京劇表演藝術拍成彩色電影《荒山淚》。
1957年反右運動中，被打成右派，後获平反。
1980年加入中国共产党。1987年在反对资产阶级自由化运动中，胡乔木親自登門勸他退党。

## 家庭
- 祖父吴稚英（1864年－1913年）任职清朝著名洋务派领袖张之洞幕府。
- 祖母庄瑜厦（庄蕴宽、庄曜孚之姐）。
- 父亲吴瀛（1891年－1959年）1924年受聘为清室善后委员会顾问，参加清点故宫文物，后任故宫博物院秘书。
- 母亲周琴绮。
- 二弟吴祖康。
- 六弟吴祖强（1927年－2022年）是作曲家，代表作《红色娘子军》[5][6]。
- 七弟吴祖昌[7]。
- 第一任妻子吕恩（1920年－2012年），国立剧专学生，北京人艺演员，1946年结婚，1950年离婚。
- 第二任妻子新鳳霞（1927年－1998年）是評劇演員、作家。1951年经老舍介绍与吴祖光结婚。

## 作品
一生著述颇丰，有戏剧、散文、政论和书法集约50余部，主要代表作有《凤凰城》、《风雪夜归人》、《闯江湖》、《花为媒》（評劇）、《三打陶三春》（京劇）和6卷本《吴祖光选集》等。

### 戲曲劇本創作
- 《花為媒》（評劇電影劇本）
- 《洛神》（京劇電影劇本）
- 《荒山淚》（京劇電影劇本）
- 《三打陶三春》（京劇舞台劇本、京劇電影劇本，北京京劇院四團首演，舞台導演遲金聲，1983年搬上大銀幕，張普人執導）
- 《三關宴》（京劇舞台劇本）
- 《紅娘子》（京劇舞台劇本）

### 戲曲電影
- 《洛神》（京劇，1955年）
- 《梅蘭芳舞台藝術》（含梅蘭芳藝術生活紀錄片；崑曲《白蛇傳·斷橋》；《宇宙鋒》、《霸王別姬》、《貴妃醉酒》3部京劇，1955年）
- 《荒山淚》（京劇，1956年）

## 画廊

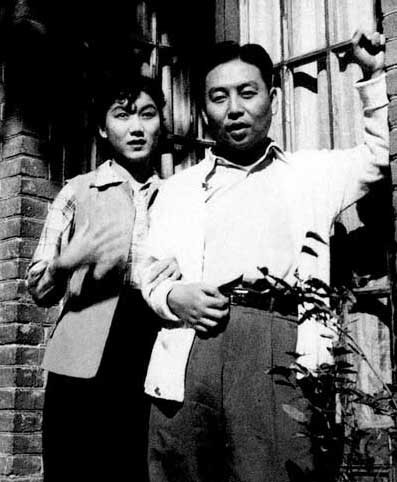
吴祖光与新鳳霞
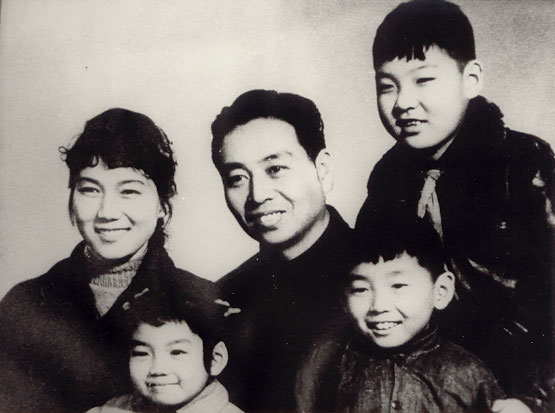
吴祖光新鳳霞一家人